# Арканжела Таработті
Арканжела Тарабо́тті (справжні ім'я та прізвище — Еллана або Олена Кассандра Баратотті, італ. Arcangela Tarabotti; 24 лютого 1604, Венеція, Венеційська республіка — 28 лютого 1652, там же) — венеційська італійська черниця бенедиктинського ордену, письменниця.

## Біографія
Народилася в багатодітній родині венеційського торговця. Через матеріальні труднощі у 12-річному віці була віддана батьками до бенедиктинського монастиря Святої Анни в Кастелло, 1620 року прийняла постриг, взявши ім'я Арканжела. У 1629 році прийняла обітницю невинності.
Не маючи можливості залишати стіни монастиря, завдяки друзям і знайомим, які повідомляли їй світські новини й приносили книги, значно підвищила рівень своєї освіти. Згодом коло гостей та відвідувачів розширилося, її стали відвідувати відомі письменники й поети, члени заснованої ними Академії Невідомих (Accademia degli Incogniti), серед них Джованні Бузенелло, Джироламо Брузоні, Джован Франческо Лоредано та ін.
Відома низкою книг, в яких виступала на захист жінок, критикувала сучасний стан сім'ї, звичаї, традиції, ставлення до жінок як до товару, їх підлегле і принизливе становище у суспільстві, примусову монахізацію жінок, женоненависництво та інші аспекти патріархальної системи. Вона вважала, що чарівність жінок, їхня краса невіддільні від їх прав і гідності, які жінки повинні захищати й відстоювати у найскладніших життєвих ситуаціях.
Багато фахівців вважають її протофеміністкой.

## Вибрані твори
- «Тиранія батьків» («La tirannia paterna», 1643; пізніша версія відома під назвою: «Обманута простодушність», «La simplicita ingannata», опубл. 1654; внесена до " Індексу заборонених книг ", «Indice dei Libri proibiti») ;
- «Монастирське пекло» («L'Inferno monocale», 1643?);
- «Чистилище жінки, нещасливої у шлюбі» («Il purgatorio delle mal maritate»);
- «Монастирський рай» («Il paradiso monocale»);
- «Antisatira» («Відповідь на сатиру про пристрасть жінок до розкоші»);
- трактат «На захист жінок, або Про те, що жінки теж люди» ("Che le donne siano della spezie degli uomini. Difesa della donne ", 1651, опубл. 1695);
- листи («Lettere familiare e di compliemento», єдиний із її творів, опублікованих під її власним ім'ям).